# 레프트 아이
레프트 아이(Left Eye, 본명:Lisa Nicole Lopes, 1971년 5월 27일 ~ 2002년 4월 25일)는 미국의 랩퍼, 싱어송라이터이다. R&B 그룹 TLC의 멤버였다. 그녀는 TLC의 곡들의 가사도 자신이 직접 쓰고 랩을 했으며, 키보드와 건반을 다룰 줄 알았다.
2001년 첫 솔로 앨범인 Supernova 을 발매했으며, 앨범에는 투팍, 칼 토마스 등이 참여했다. 이 앨범은 빌보드차트에서 1위를 거두었다.
2002년 4월 25일 온두라스 아틀란티다 주 라세이바에서 딸들과 함께 자동차로 운전하여 이동 중 살짝 트럭을 피하려는 순간 승용차가 오는 걸 보고 피했으나, 그녀의 차는 몆 번 나무 두 그루를 치면서 돌았다. 그렇게 레프트 아이와 딸들 세 명이 창문 밖으로 튕겨나간 후 도로 사이에 있는 숲으로 추락했다. 결국 레프트 아이는 목 부상과 머리 트라우마로 사망했다. 레프트 아이는 운전하는 중 안전띠를 안 매고 있었다. 딸들 중 한 명인 레이나 롭스는 자동차 사고가 날 때까지 비디오 녹화를 하고 있었다.